# Trimma avidori
Trimma avidori är en fiskart som först beskrevs av Goren, 1978.  Trimma avidori ingår i släktet Trimma och familjen smörbultsfiskar. Inga underarter finns listade i Catalogue of Life.